# Blohm & Voss BV 246
Blohm & Voss BV 246 Hagelkorn ("Hạt mưa đá") là một loại bom lượn có điều khiển được phát triển để tiêu diệt các mục tiêu đặc biệt, do Đức quốc xã phát triển trong Chiến tranh thế giới II.